# فاطيماتا مباي
فاطيماتا مباي (إزدادت سنة 1957) هي محامية موريتانية. قادت حملة حقوق الإنسان بموريتانيا. في 2016، منحتها وزارة الخارجية الأميريكة جائزة أشجع امرأة دولية.

## حياتها
إزدادت مباي سنة 1957.
مابين سنتي 1981 و1985، درست القانون والاقتصاد بجامعة نواكشوط وهي تعتبر أول امرأة محامية في بلدها.
خاضت مباي لحقوق السكان الأفارقة السود على وجه الخصوص. وقالت إنها حملة من أجل المسواة في الحقوق بين الرجال والنساء، ولحقوق الطفل وضد العبودية. أصبحت مباي نائبة رئيس «الجمعية الموريتانية لحقوق الإنسان» (AMDH)، وجمعية حقوق الإنسان في موريتانيا.
مباي هي رئيسة لجنة حقوق المرأة، ومؤسسة وقائدة اللجنة الاجتماعية في الجمعية الموريتانية لحقوق الإنسان. وهي محامية استشارات من مختلف المنظمات، وفي عام 1994 كانت مراقبة في الانتخابات الرئاسية الموريتانية.
جلب التزامها الاضطهاد والعبودية في موريتانيا لها عام 1987، حُكم عليها بالسجن لمدة ستة أشهر. في عام 1998، حُكم عليها من جديد لمدة 13 شهرا بسبب انتمائها إلى اتحاد لم تتم الموافقة عليها.
تحت ضغط حملة دولية، تم العفو عنها من قبل رئيس البلاد.
في عام 1999، حصلت مباي على جائزة نورنبرغ الدولة لحقوق الإنسان. في عام 2016، حصلت على جائزة نساء الشجاعة الدولية من قبل وزير الخارجية الأمريكي. وقد تم تحديد أنها بسبب سلامتها والتسامح في ظل التعصب العرقي في بلادها، وحملة ضد العبودية لرؤية المتاجرين بالبشر قضائيا. ثمثل مباي لجنة الأرامل، وهي لجنة تسعى لتحقيق العدالة بخصوص تهمة قتل أزواجهن سنة 1980.
تملك مباي 3 أبناء.